# Église Notre-Dame-de-l'Assomption de Royan
L’église Notre-Dame-de-l'Assomption est une église catholique située à Royan, dans le département de la Charente-Maritime.

## Historique
La construction de cette église en plein cœur du quartier résidentiel du Parc débuta en 1952 sous la direction du trio d'architectes Jean Bauhain, René Baraton et Marc Hébrard. Elle succède à une chapelle détruite durant les bombardements et consacrée à « Notre-Dame des Sables ».
À partir de 1946, le père Martin Laurent, capucin et responsable du culte dans le quartier du Parc, décide de célébrer des messes en plein air dans le quartier du Parc. Plus tard, il officie dans une cabane en bois qui est surnommée « Notre-Dame-des-planches ». Il défend la nécessité de construire une nouvelle église pour le quartier. Il mettra en place des souscriptions pour faire l'acquisition d'un terrain à bâtir sur l'avenue Émile-Zola, face à l'entrée du jardin du Parc.
La première pierre du chantier est posée le 6 août 1950 mais celui-ci ne débutera véritablement qu’en juin 1951. L’autel est consacré par monseigneur Louis Liagre, évêque du diocèse, le 3 août 1952. L’année suivante, le Parc est érigé en paroisse. L’église est ensuite ouverte aux fidèles et les offices y sont célébrés pendant la fin des travaux qui seront réellement achevés en 1954. La sacristie et le clocher sont réalisés en 1955. En revanche, l'édification d'un cloître derrière le chevet initialement prévu est finalement abandonné.

## Caractéristique et architecture
Cet édifice moderniste, non orienté, est bâti sur un plan rectangulaire, sans aucun pilier au milieu de la nef. Celle-ci est doublée par un bas-côté formant cinq chapelles aux proportions inégales, tandis que l'angle sud-ouest est occupé par un baptistère, éclairé par une série de baies en plein cintre. La structure est soutenue par de grands contreforts intérieurs en béton armé, de forme semi-elliptique et intégrés aux parois. Les vitraux de la nef, conçus en 1957 par le peintre expressionniste Maurice Rocher furent posés l'année suivante par le maître-verrier Jean Barillet. C'est la technique de la dalle de verre qui a été employée : les morceaux de verres sont liés par du béton et non plus par du plomb.

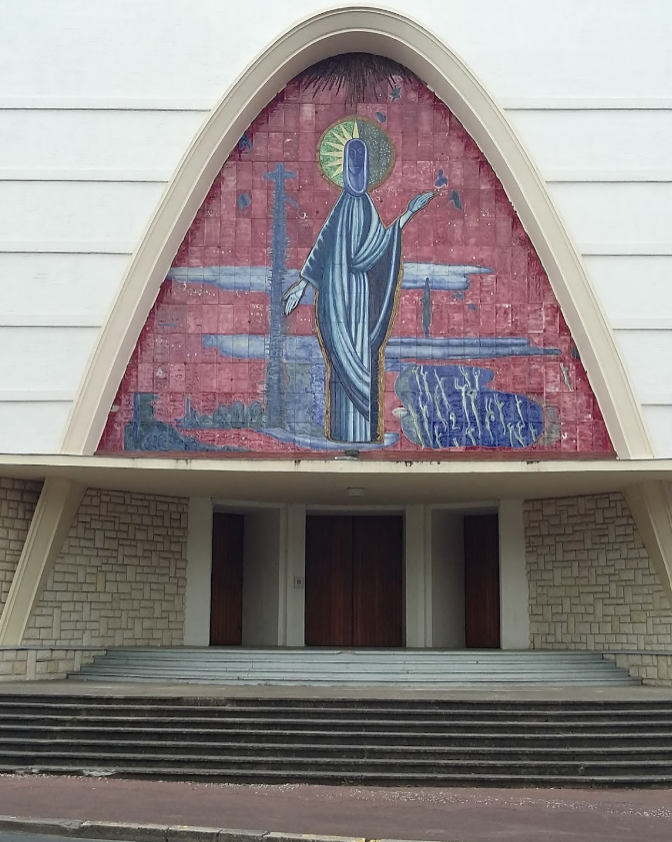
Tympan de l'église représentant l'assomption de la Vierge.

La façade, flanquée d'un clocher carré, retient surtout l'attention par son immense tympan en céramique représentant l’Assomption de la Vierge. Cette composition principalement rouge et bleue marque la parabole de béton légèrement en saillie sur la façade blanche. Réalisé par le peintre et céramiste bayonnais André Trébuchet (1998-1962) avec des plaques de céramiques fabriquées par la faïencerie de Gien, dans le département du Loiret.
La composition moderne du bâtiment se rattache à la longue tradition de construction des églises. Le béton enduit et les pierres appareillées font référence a l'architecture moderne; néanmoins la lecture de la composition intérieure en façade, notamment par la parabole de béton, fait référence au classicisme roman et au principe de façade harmonique (lecture des espaces intérieurs en fonction du traitement de la façade). La façade permet également de deviner une nef unique constituée de plusieurs voiles de béton.
L'intérieur de l'église, la nef, est rythmée d'immenses paraboles de béton. Ces voiles autoportantes permettent de dégager l'espace en évitant la présence de poteaux porteurs dans la nef. Ces cinq arcs confèrent à cette église son caractère innovant, ils supportent de grands arcs diaphragmes en béton, sur lesquels est directement posée la toiture.
Initialement, des tribunes latérales devaient se prolonger de chaque côté de la nef jusqu'au chœur pour permettre d'accroître la capacité d'accueil de l'église mais la conception de l'espace intérieur a finalement été simplifiée entre le premier projet de 1950 et celui de 1951.
La paroi qui ferme le chœur est mobile et peut s'ouvrir sur l'extérieur ce qui permet de célébrer des offices en plein air et de doubler la capacité d'accueil.